# Résolution 1021 du Conseil de sécurité des Nations unies
Membres permanents
- Chine
- États-Unis
- France
- Royaume-Uni
- Russie

Membres non permanents
- Allemagne
- Argentine
- Botswana
- Honduras
- Indonésie
- Italie
- Nigéria
- Oman
- République tchèque
- Rwanda

Résolution no 1020 Résolution no 1022
La résolution 1021 du Conseil de sécurité des Nations unies, adoptée le 22 novembre 1995, après avoir rappelé toutes les résolutions sur la situation en ex-Yougoslavie, en particulier les résolutions 713 (1991) et 727 (1992), a fixé la date du 13 mars 1996 pour la suspension de la plupart des aspects de l'embargo sur les armes contre l'ex-Yougoslavie. La résolution 1074 (1996) a mis fin aux mesures restantes de l'embargo. 
L'engagement en faveur d'un règlement pacifique des conflits dans l'ex-Yougoslavie a été réaffirmé et le paraphe de l'accord-cadre général à Dayton, dans l'Ohio (États-Unis) entre la Bosnie-Herzégovine, la Croatie, la république fédérale de Yougoslavie (Serbie et Monténégro) et d'autres parties a été salué.
Agissant en vertu du chapitre VII de la Charte des Nations unies, le Conseil de sécurité a décidé que l'embargo sur les armes à l'encontre de l'ex-Yougoslavie prendrait fin à compter du jour où le secrétaire général Boutros Boutros-Ghali a notifié au Conseil la signature de l'accord-cadre général et a noté que: 
a) toutes les dispositions de l'embargo resteraient en vigueur pendant les 90 premiers jours ;
b) toutes les dispositions de l'embargo prendraient fin – à l'exception de la livraison d'armes lourdes et de munitions, de mines terrestres, d'avions militaires et d'hélicoptères au cours de la deuxième période de 90 jours ;
c) toutes les dispositions de l'embargo prendraient fin 180 jours après réception du rapport du Secrétaire général, à moins que le Conseil n'en décide autrement.
Le Conseil a réaffirmé son engagement en faveur de la stabilité régionale et du contrôle des armements, tandis que le comité créé dans la résolution 727 a été chargé de modifier ses lignes directrices en conséquence.
La Russie s'est abstenue lors du vote sur la résolution 1021, qui a été approuvée par les 14 autres membres du Conseil de sécurité.

## Voir également
- Guerre de Bosnie-Herzégovine
- Dislocation de la Yougoslavie
- Guerre de Croatie
- Guerres de Yougoslavie